# 1139
| [ Edytuj tabelę ]          |                                                                                   |
| Książę Małopolski          | - 1138 Władysław II Wygnaniec 1146                                                |
| Książę Wielkopolski        | - 1138 Mieszko III Stary 1177                                                     |
| Król Angkoru               | - 1113 Surjawarman II 1150                                                        |
| Król Anglii                | - 1135 Stefan z Blois 1154                                                        |
| Król Aragonii              | - 1137 Petronela Aragońska 1164                                                   |
| Hrabia Barcelony           | - 1131 Rajmund Berengar IV Święty 1162                                            |
| Książę Bawarii             | - 1126 Henryk X Pyszny 1139 - 1139 Leopold Babenberg 1141                         |
| Książę Burgundii           | - 1102 Hugo II 1143                                                               |
| Cesarz Bizancjum           | - 1118 Jan II Komnen 1143                                                         |
| Cesarz Chin                | - 1127 Song Gaozong 1162                                                          |
| Książę Czech               | - 1125 Sobiesław I 1140                                                           |
| Król Danii                 | - 1137 Eryk III Jagnię 1146                                                       |
| Władca Egiptu              | - 1130 Al-Hafiz 1149                                                              |
| Król Francji               | - 1137 Ludwik VII Młody 1180                                                      |
| Król Gruzji                | - 1125 Dymitr I 1156                                                              |
| Hrabia Holandii            | - 1121 Dirk VI 1157                                                               |
| Cesarz Japonii             | - 1123 Sutoku 1141                                                                |
| Kalif                      | - 1136 Al-Muqtafi 1160                                                            |
| Król Kastylii              | - 1126 Alfons VII 1157                                                            |
| Wielki książę Kijowa       | - 1132 Jaropełk II 1139 - 1139 Wsiewołod II Olegowicz 1146 - 1139 Wiaczesław 1139 |
| Patriarcha Konstantynopola | - 1134 Leon Styppes 1143                                                          |
| Władca Korei               | - 1122 Injong 1146                                                                |
| Państwo Almorawidów        | - 1106 Ali ibn Jusuf 1143                                                         |
| Król Nawarry               | - 1134 Garcia IV 1150                                                             |
| Król Norwegii              | - 1136 Inge I Garbaty 1161 - 1136 Sigurd II Gęba 1155                             |
| Książę Obodrzyców          | - 1131 Niklot 1160                                                                |
| Hrabia Palatynatu          | - 1129 Wilhelm z Ballenstadt 1139 - 1139 Henryk IV Jasomirgott 1142               |
| Papież                     | - 1130 Innocenty II 1143                                                          |
| Hrabia Portugalii          | - 1112 Alfons I Zdobywca 1139                                                     |
| Król Portugalii            | - 1139 Alfons I 1185                                                              |
| Sułtan Rumu                | - 1116 Masud I 1156                                                               |
| Książę Rusi halickiej      | - 1124 Iwan I 1141                                                                |
| Książę Saksonii            | - 1138 Albrecht Niedźwiedź 1142                                                   |
| Sułtan Wielkich Seldżuków  | - 1118 Ahmad Sandżar 1157                                                         |
| Król Szkocji               | - 1124 Dawid I Szkocki 1153                                                       |
| Król Szwecji               | - 1130 Swerker I Starszy 1156                                                     |
| Doża Wenecji               | - 1130 Pietro Polani 1148                                                         |
| Król Węgier                | - 1131 Bela II Ślepy 1141                                                         |

Rok 1139 / MCXXXIX
stulecia: XI wiek ~
XII wiek ~
XIII wiek

lata: 1129 «
1134 «
1135 «
1136 «
1137 «
1138 «
1139
» 1140
» 1141
» 1142
» 1143
» 1144
» 1149

## Wydarzenia na świecie
- 29 marca – papież Innocenty II wydał bullę Omne datum optimum, biorąc pod swą opiekę zakon templariuszy i nadając mu liczne przywileje.
- 25 lipca – hrabia portugalski Alfons I po pokonaniu Maurów pod Ourique przyjął tytuł króla Portugalii.

- Odbył się Sobór laterański II Kościoła rzymskokatolickiego.
- mnich Arnold z Brescii został wyklęty i skazany na wygnanie z Włoch przez kler II Soboru Laterańskiego.

## Zmarli
- 25 stycznia - Gotfryd VI Brodaty zwany też Wielkim, książę Dolnej Lotaryngii i landgraf Brabancji (ur. ok. 1060)
- 18 lutego - Jaropełk II, książę kijowski i perejasławski (ur. 1082)
- 30 czerwca – Otton z Bambergu, biskup Bambergu, misjonarz, święty katolicki (ur. ok. 1060)
- data dzienna nieznana :
  - Magnus IV Ślepy, król Norwegii (ur. ok. 1115)